# Fórnea
Fórnea (llamada oficialmente Santo Estevo da Fórnea) es una parroquia y un barrio español del municipio de Trabada, en la provincia de Lugo, Galicia.

## Otras denominaciones
La parroquia también es conocida por los nombres de San Estebo de Fórnea y San Estevo de Fórnea.

## Organización territorial
La parroquia está formada por una entidad de población:
- Fórnea (A Fórnea)

## Demografía
Gráfica demográfica del barrio y parroquia de Fórnea según el INE español:
| Gráfica de evolución demográfica de Fórnea entre 2000 y 2021 |
|                                                              |
| Datos según el nomenclátor publicado por el INE.             |